# 阿朗索·贝鲁格特
阿朗索·贝鲁格特（Alonso Berruguete，1488年—1561年），文艺复兴时期欧洲西班牙帝国画家。他为佩德罗·贝鲁格特的儿子，他与其父一道工作，也曾赴意大利学习古典榜样。他成为了一位风格主义大师，这尤其表现在他绘饰的祭坛作品中，这些作品以带有浓重镀金装饰的浅浮雕像为特色。